# Heidi Sevdal
Heidi Sevdal (* 6. März 1989) ist eine färöische Fußballspielerin, die seit 2020 für NSÍ Runavík spielt. Sie ist Rekordspielerin der färöischen Nationalmannschaft.

## Karriere

### Vereine
Sevdal lief am elften Spieltag der Saison 2005 zum ersten Mal in der 1. Deild für GÍ Gøta auf. Beim 4:1-Heimsieg gegen FS Vágar 2004 spielte sie von Anfang an. Sie zählte bis zum Saisonende zu den Stammspielern und wurde in jedem Spiel eingesetzt. Ihr erstes Tor erzielte sie am 17. Spieltag zum 1:0-Sieg im Heimspiel gegen EB/Streymur. Nachdem mit GÍ der dritte Platz erreicht werden konnte, wechselte Sevdal zur Saison 2006 zu NSÍ Runavík. Nach einem sechsten Platz in der Vorrunde wurde der Klassenerhalt durch einen zweiten Platz in der Abstiegsrunde gesichert. Dennoch spielte sie nur eine Saison für NSÍ und wechselte 2007 zu B36 Tórshavn. Hier blieb sie zwei Saisons, wobei im ersten Jahr punktgleich mit KÍ Klaksvík die Vizemeisterschaft erreicht wurde. 2008 stand sie mit B36 gegen KÍ Klaksvík im Pokalfinale, welches mit 0:1 verloren wurde. Ab 2009 spielte Sevdal für drei Jahre für Víkingur Gøta, wobei sie 2010 insgesamt nur vier Spiele in Liga und Pokal bestritt, ansonsten erneut zu den Stammspielern zählte. Nach zwei dritten und einem vierten Platz tritt Sevdal seit 2012 für HB Tórshavn an. Hierbei konnte ein vierter und ein dritter Platz erreicht werden, 2013 wurde sie mit 29 Treffern erstmals Torschützenkönigin der ersten Liga. 2014 stand sie mit ihrer Mannschaft im Pokalfinale gegen KÍ Klaksvík und unterlag mit 0:1. 2014 und 2015 wurde sie mit 29 beziehungsweise 22 Treffern erneut Torschützenkönigin der ersten Liga. Zur Saison 2017 erfolgte der Wechsel zu EB/Streymur/Skála, mit denen sie gemeinsam mit Anna Hansen, Durita Hummeland, Ansy Jakobsen, Sigrun Kristiansen, Lea Lisberg, Margunn Lindholm, Birna Mikkelsen und Fríðrún Olsen ihren ersten Meistertitel feiern konnte. 33 Treffer steuerte sie dazu bei, was wiederum die meisten in der Liga bedeuteten. Im Pokalfinale wurde zudem HB Tórshavn mit 3:2 besiegt und somit das Double erreicht. Nach dieser Saison wechselte Sevdal zu HB zurück, mit denen sie hinter EB/Streymur/Skála den zweiten Platz belegte und mit 1:2 gegen denselben Konkurrenten im Pokalfinale unterlag. Mit 23 Toren wurde sie zum fünften Mal Torschützenkönigin. Im zum ersten Mal ausgetragenen Supercup erzielte sie drei Tore zum 7:1-Sieg gegen EB/Streymur/Skála. 2019 konnte sie mit 29 Toren zum sechsten Mal Torschützenkönigin werden. 2020 wechselte Sevdal wieder zu NSÍ Runavík, im Jahr darauf gelang der zweite Pokalsieg durch ein 4:2 im Finale gegen HB Tórshavn, zu dem sie zwei Tore beisteuerte. Im Supercupspiel 2022 gegen den Meister KÍ Klaksvík erzielte sie im Elfmeterschießen den entscheidenden Treffer. 2021, 2022 und 2023 wurde sie erneut Torschützenkönigin in der ersten Liga. Zudem konnte das Pokalendspiel gegen KÍ Klaksvík mit 2:1 nach Verlängerung gewonnen werden. Am Ende der Spielzeit 2024 gewann sie erneut die Meisterschaft, die erste ihres Vereins überhaupt, und avancierte mit 33 Toren zur Torschützenkönigin.
Hinter Rannvá Andreasen erzielte Sevdal mit 384 Toren die zweitmeisten in der ersten Liga.

### Nationalmannschaft
Sevdal debütierte 2005 für die U19-Auswahl und bestritt bis 2007 insgesamt neun Länderspiele, bei denen sie vier Tore erzielte. Am 18. November 2006 absolvierte sie ihr erstes Spiel für die A-Auswahl der Färöer im EM-Qualifikationsspiel gegen Wales, welches mit 1:2 in Strumica verloren wurde. Das erste Tor erzielte sie am 15. Mai 2008 im Freundschaftsspiel gegen Luxemburg, welches in Junglinster mit 4:2 gewonnen werden konnte. Mit 27 Toren ist sie gemeinsam mit Rannvá Andreasen die Spielerin mit den meisten Toren sowie mit 87 Einsätzen Rekordspielerin der Nationalmannschaft.

## Erfolge
- 2× Färöischer Meister: 2017, 2024
- 3× Färöischer Pokalsieger: 2017, 2021, 2023
- 2× Färöischer Supercup: 2019, 2022
- 10× Torschützenkönigin der ersten färöischen Liga: 2013, 2014, 2015, 2017, 2018, 2019, 2021, 2022, 2023, 2024